# Розовский, Шломо
Шломо (Соломон Борисович) Розо́вский (ивр. שלמה רוזובסקי‎, англ. Solomon (Salomo) Rosowsky, 11 мая 1878, Рига — 31 июля 1962, Нью-Йорк) — еврейский композитор, педагог и музыковед.

## Биография
Родился в семье кантора рижской Большой хоральной синагоги, автора религиозной музыки Баруха-Лейба Розовского и Хаси Розовской.
В 1902 году окончил юридический факультет Киевского университета, в 1909 году — Петербургскую консерваторию по классу композиции. Учился у А. К. Лядова и Я. Витолса, теорию музыки изучал под руководством Н. А. Римского-Корсакова и А. К. Глазунова. Позднее учился дирижёрскому искусству у Артура Никиша в Лейпцигской консерватории.
В 1908 году с разрешения петербургского губернатора организовал совместно с Л. С. Саминским и М. Ф. Гнесиным Общество еврейской народной музыки. С 1908 по 1917 год сочинил симфоническую поэму «Хасиды», фортепианное трио, квинтеты для духовых инструментов «Бесконечная мелодия» и «Моше-сапожник», фортепианные пьесы «Бадхан» и «Поэма» на основе еврейских народных песен и танцев, выдержанные в национальном духе.
В апреле 1918 года начинает сотрудничать с созданным в Петрограде Еврейским камерным театром-студии на набережной реки Фонтанки, становится его музыкальным руководителем, пишет музыку к спектаклям «Бог мести» по пьесе Ш. Аша, «Уриэль Акоста» по К. Гуцкову и другим постановкам.
В 1920 году после переезда театра-студии в Москву и его объединения с московской еврейской театральной студией в театр ГОСЕТ возвращается в Ригу, где принимает участие в создании еврейской Консерватории и становится её директором. Занимается преподаванием, его учеником был известный латвийский композитор С. М. Краснопёров.
В 1925 года году уезжает в Иерусалим. В Подмандатной Палестине преподает в консерватории «Шуламит» и изучает местный музыкальный фольклор и литургическую музыку, выпускает сборник песен «Ми-зимрат ха-арец» («Из песен земли»), а также становится одним из основателей Палестинского института музыковедения. Пишет музыку для постановок театров «Габима», «Охель» Иерусалимского театрального общества, а также «Траурную оду» для симфонического оркестра, «Рапсодию» для виолончели и фортепиано, камерные сочинения, романсы.
С конца 1920-х годов глубоко занимался изучением синагогальной музыки и еврейской кантилляции. Выпустил сборник молитвенных мелодий из репертуара отца. Расшифровывал масоретские знаки в интерпретации ашкеназских (в основном, литовских) общин.
В 1947 году эмигрировал в США, преподавал в Новой школе и Еврейской теологической семинарии. В 1957 году выпустил фундаментальный труд The Cantillation of the Bible. The Five Books of Moses («Библейская кантилляция: Пятикнижие Моисеево»).
Умер 31 июля 1962 года в Нью-Йорке.

## Награды
- Премия Энгеля
- Премия мэрии Тель-Авива за достижения в области композиции и музыковедения (1946)